# Halicephalobus mephisto
Halicephalobus mephisto — вид нематод, один з кількох, відкритих Гетаном Боргоні і Тулісом Онстотом у 2011. Ця нематода була знайдена в руді, отриманій з кількох золотодобувних копалень у Південній Африці, з глибини 0,9 км, 1,3 км і 3,6 км. Онстот сказав, що він «мало не до смерті перелякався, коли вперше побачив як вони рухаються», і пояснив, що «вони виглядали як щось чорне, маленьке і вертке». Ця знахідка є важливою у зв'язку з тим, що досі жодний інший багатоклітинний організм не був відмічений на більшій ніж 2 км глибині під поверхнею Землі.
Halicephalobus mephisto стійкий до високих температур, розмножується нестатево і живиться підземними бактеріями. За результатами радіовуглецевого аналізу, вік підземних вод, у яких жили ці черви, становив від 3 до 12 тисяч років. Також вони були здатні виживати у воді з екстремально низьким рівнем кисню. Вид було названо за Мефістофелем , що значить «той, що не любить світла», тому що ці круглі черви живуть глибоко під землею.